# Зуль-хіджа
Зуль-хіджжа (араб. ذو الحجة) — останній, дванадцятий місяць мусульманського місячного календаря, також другий «заповідний» місяць (Ашгур аль-Хурум). У місяці 30 днів. У цьому місяці здійснюється хадж.
У хадисі, наведеному у збірниках Тірмізі й Ібн Маджі говориться: «Найбільш священними і найдорожчими є перші десять днів місяця Зуль-хіджжа. Один день посту в ці дні прирівнюється до одного року посту. Одна ніч, проведена у служінні Аллаху, прирівнюється до служіння у ніч Кадра. Дев’ята ніч місяця Зуль-хіджжа — це ніч Арафат, яку бажано провести у служінню Всевишньому». Згідно з іншим хадисом із цих же джерел: «Піст у день Арафат змиває гріхи, скоєні впродовж двох років». Одначе паломники, що здійснюють обряди хаджу у перші десять днів місяця Зуль-хіджжа, звільняються від постів, щоб зберегти сили. На десятий день цього місяця святкується свято жертвопринесення Курбан-байрам, що пов’язане з коранічною історією Ібрагіма і його сина Ісмаїла.

Восьмий день місяця Зуль-хіджжа називається «Тарвія», дев’ятий — «Арафат», десятий — «Нахр», а наступні три дні — «Ташрік».
- 26 Зуль-хіджжа загинув халіф Омар.